# ポップアップストーリー 魔法の本と聖樹の学園
『ポップアップストーリー 魔法の本と聖樹の学園』（ポップアップストーリー まほうのほんとせいじゅのがくえん）は、スクウェア・エニックスより配信されていたスマートフォン用ゲームアプリ。サービス期間は2015年10月29日 - 2017年10月31日。基本プレイ無料（アイテム課金制）。略称は『ポプスト』。ファンタジー世界観の学園を舞台に生徒たちを冒険者へ育てるという内容。
サービス開始から1周年の時点でアプリのダウンロード数は100万を超えていたが、2017年10月31日をもってオンラインサービスを終了し、ストーリー閲覧やミニゲームなど一部機能を利用可能なオフライン版へ移行した。その後、オフライン版についても2023年10月31日をもって配信を終了した。

## ゲーム内容
ゲームシステムの面では、同じくスクウェア・エニックスが提供するスマートフォン用ゲームアプリ『スクールガールストライカーズ』と似た内容となっている。
ゲームの目的は、生徒を冒険者として育成することである。育成は、中心となる「ミッション」、他プレイヤーとの「対戦」、依頼を解決する「クエスト」によって行われる。「ミッション」や「対戦」の際の戦闘は、3Dキャラクターによって行われるが、自動で進行するため、プレイヤーが操作する必要はない。
ガチャやミッションで集めることになるのは、キャラクターではなく、「ジョブ」と呼ばれるものとなる。各キャラクターの強さは、どのジョブ（カード）を使用するかに依存し、またキャラクターごとにもレベル（親愛度）が存在する。
キャラクターはは着せ替え用の衣装を入手することで、着せ替えさせることができ、また、画面をタッチすることでキャラクターの反応を見ることができる。

## ストーリー
「セントフェーレス学園」では、人間、エルフ族、ドワーフ族などの様々な種族の生徒が、「冒険者」を志して学んでいる。主人公は「冒険者」としての経験を活かし、学園の教師として生徒たちを教えることとなる。

## 登場キャラクター
キャラクター(生徒)は3Dで表現され、イラストレーターのBLADEがデザインしている。人間族、エルフ族、天使族、獣耳族、悪魔族、サキュバス族といった多様な設定のキャラクターが登場する。また、『スクールガールストライカーズ』と異なり、女性キャラクターだけでなく、男性キャラクターも登場することが特徴である。配信開始時のニュースリリースでは、キャラクターの「豪華声優陣が演じるボイス」をセールスポイントの一つとしていた。

### 生徒
序列は公式サイトに準拠し50音順で示す。
アリサ・キルステイン
声 - 日笠陽子

アルヴィン・グランフォード
声 - 細谷佳正

イヴ・エインズワース
声 - 早見沙織

ウルスラ・レーメント
声 - 田澤茉純

エメリア・プリス
声 - 茅野愛衣

エリカ・オルデンブルク
声 - 諏訪彩花

エリック・バートン
声 - 前野智昭

カミラ・レジーナ
声 - 茅原実里

キャリー・アルベリータ
声 - 藤村歩

キララ・オオガミ
声 - 山崎はるか

クリス・ベルナル
声 - 佐藤利奈

ジェナ・カースティ
声 - 伊藤静

ジズ・グラヴァー
声 - 花江夏樹

スズナ・イスルギ
声 - 井口裕香

ステラ・ノワール
声 - 斎藤千和

セリム・スパーク
声 - 逢坂良太

ハンナ・ブレイズ
声 - 種﨑敦美

ファーファリア
声 - 釘宮理恵

ミスティ・シェイク
声 - 水瀬いのり

ミハエル・ランスロット
声 - 岡本信彦

メアリー・レイン
声 - 斎藤桃子

モニカ・グレイス
声 - 後藤沙緒里

ユーリ・レッセン
声 - 代永翼

ユノ・ベルナル
声 - 洲崎綾

ユミル・パーヤ
声 - 金元寿子

リタ・ドレイク
声 - 水橋かおり

リリアナ・ハート
声 - 小倉唯

ルシール・アレイスター
声 - 米澤円

ルリ・オオガミ
声 - 本渡楓

レヴィア・サージュ
声 - 沼倉愛美

レド・ヴァッサー
声 - 松岡禎丞

レンゲ・ミヤモト
声 - 高橋未奈美

キリアン・フェゴール
声 - 石川界人

芹沢 詩音
声 - 田中あいみ

ルーク・ウェヌス
声 - 下野紘

クラリス・アンバー
声 - 荒川美穂

### その他
シロエ・アデール
声 - 山崎はるか

クロエ
声 - 種﨑敦美

ヴォルテリア・ディグ・プラティヴィティ
声 - 後藤沙緒里

ブラッド・ヴルハウンド
声 - 岡本信彦

ルトナ・レーチェ
声 - 沼倉愛美

## コラボレーション
VALKYRIE ANATOMIA -THE ORIGIN-
- 開催期間:2016年12月12日 - 12月18日

モン娘☆は～れむ
- 開催期間:2017年1月16日 - 1月30日

『モン娘☆は～れむ』からクロゥリアが3Dキャラクターとして登場した。
ご注文はうさぎですか?
- 開催期間:2017年5月24日-6月4日

『ご注文はうさぎですか?』からチノが3Dキャラクターとして登場した。